# 佐千原村
佐千原村（さちはらむら）は、愛知県葉栗郡にかつてあった村である。
現在の一宮市葉栗地区の南部（佐千原・富塚）にあたる。

## 歴史
- 1889年（明治22年）10月1日 - 町村制施行に伴い、佐千原村、富塚村が合併して成立[1]。
- 1906年（明治39年）5月10日 - 佐千原村は大田島村、光明寺村と合併して葉栗村が成立[2]。